# Bruine herfstuil

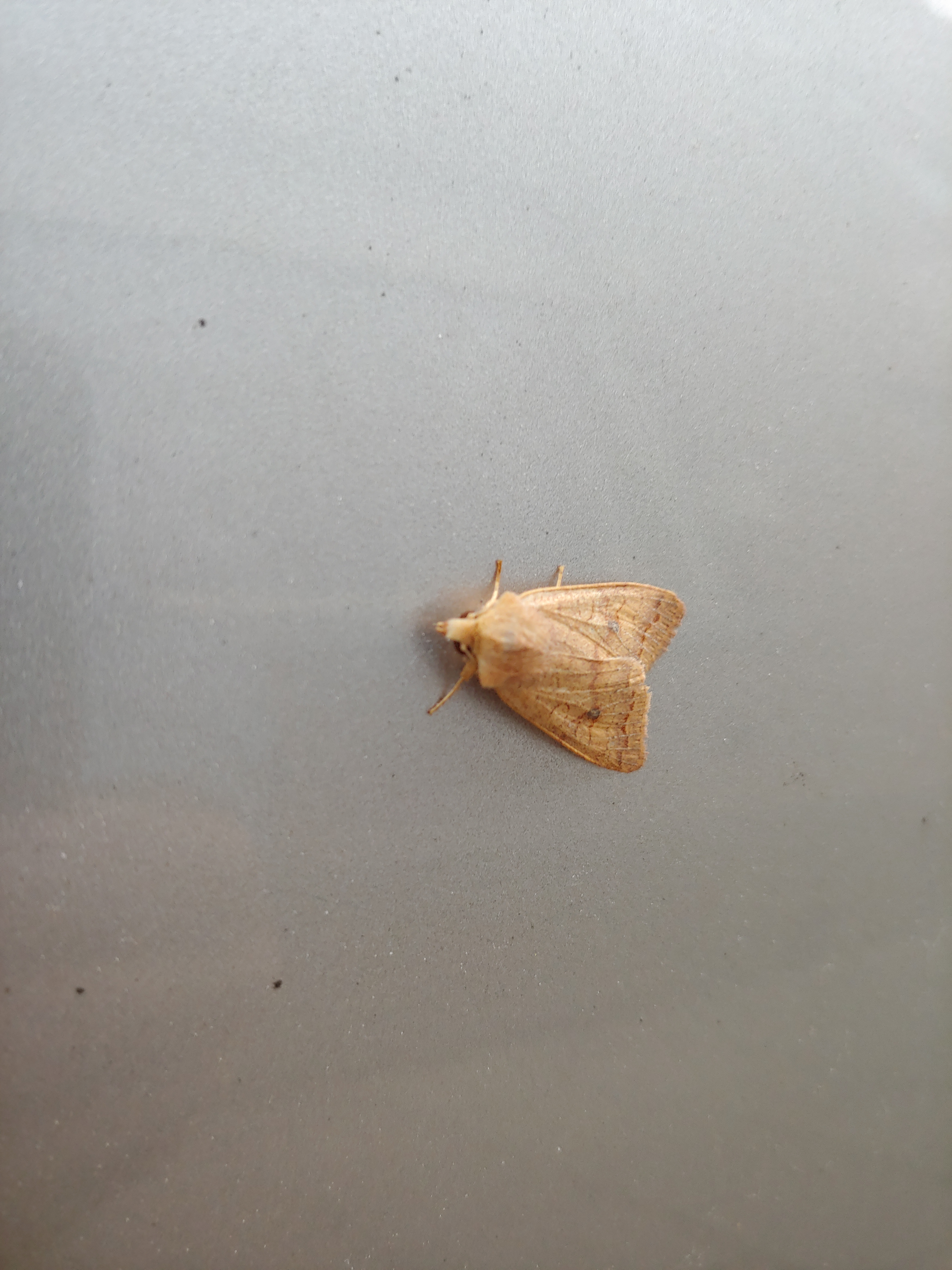

De bruine herfstuil (Agrochola circellaris) is een nachtvlinder uit de familie Noctuidae (uilen). De voorvleugellengte bedraagt tussen de 14 en 19 millimeter. De soort komt verspreid over Europa voor. Hij overwintert als ei.

## Waardplanten
De bruine herfstuil heeft als waardplanten allerlei loofbomen, zoals iepen en populieren, en in een later stadium ook diverse kruidachtige planten.

## Voorkomen in Nederland en België
De bruine herfstuil is in Nederland en België een algemene soort, die verspreid over het hele gebied kan worden gezien. De vlinder kent één generatie die vliegt van halverwege augustus tot in november.